# فرانك بريمر
فرانك بريمر (بالألمانية: Frank Bremmer) (و. 1964 – م) هو فيزيائي، وأستاذ جامعي من ألمانيا . ولد في باد فيلدونغن.

## مناصب وهيئات
أدار جامعة ماربورغ.